# Esa Lindell
Esa Lindell, född 23 maj 1994, är en finländsk professionell ishockeyback som spelar för Dallas Stars i National Hockey League (NHL). Han har tidigare spelat för Texas Stars i American Hockey League (AHL); Jokerit och Ässät i Liiga och Kiekko-Vantaa i Mestis.
Lindell draftades av Dallas Stars i tredje rundan i 2012 års draft som 74:e spelare totalt.

## Statistik
| 2011–2012     | Kiekko-Vantaa | Mestis        | 2   | 0  | 0  | 0  | 0  | —  | — | — | — | — |
| 2012–2013     | Jokerit       | Liiga         | 19  | 0  | 0  | 0  | 4  | —  | — | — | — | — |
|               | Kiekko-Vantaa | Mestis        | 22  | 4  | 6  | 10 | 16 | —  | — | — | — | — |
| 2013–2014     | Jokerit       | Liiga         | 44  | 2  | 3  | 5  | 10 | 2  | 0 | 0 | 0 | 0 |
|               | Kiekko-Vantaa | Mestis        | 11  | 2  | 3  | 5  | 8  | —  | — | — | — | — |
| 2014–2015     | Ässät         | Liiga         | 57  | 14 | 21 | 35 | 28 | 2  | 0 | 0 | 0 | 0 |
|               | Texas Stars   | AHL           | 5   | 0  | 1  | 1  | 2  | —  | — | — | — | — |
| 2015–2016     | Dallas Stars  | NHL           | 4   | 0  | 0  | 0  | 0  | —  | — | — | — | — |
|               | Texas Stars   | AHL           | 73  | 14 | 28 | 42 | 38 | 4  | 2 | 2 | 4 | 0 |
| 2016–2017     | Dallas Stars  | NHL           | 73  | 6  | 12 | 18 | 22 | —  | — | — | — | — |
|               | Texas Stars   | AHL           | 2   | 0  | 1  | 1  | 0  | —  | — | — | — | — |
| 2017–2018     | Dallas Stars  | NHL           | 80  | 7  | 20 | 27 | 24 | —  | — | — | — | — |
| 2018–2019     | Dallas Stars  | NHL           | 82  | 11 | 21 | 32 | 33 | 13 | 1 | 3 | 4 | 4 |
| 2019–2020     | Dallas Stars  | NHL           | 57  | 3  | 19 | 22 | 8  | —  | — | — | — | — |
| NHL totalt    | NHL totalt    | NHL totalt    | 296 | 27 | 72 | 99 | 87 | 13 | 1 | 3 | 4 | 4 |
| AHL totalt    | AHL totalt    | AHL totalt    | 80  | 14 | 30 | 44 | 58 | 4  | 2 | 2 | 4 | 0 |
| Liiga totalt  | Liiga totalt  | Liiga totalt  | 120 | 16 | 24 | 40 | 42 | 4  | 0 | 0 | 0 | 0 |
| Mestis totalt | Mestis totalt | Mestis totalt | 35  | 6  | 9  | 15 | 24 | —  | — | — | — | — |

### Internationellt
| Källa: Uppdaterad: 2020-02-15 | Källa: Uppdaterad: 2020-02-15 | Källa: Uppdaterad: 2020-02-15 |         | Utv = Utvisningsminuter | Utv = Utvisningsminuter | Utv = Utvisningsminuter | Utv = Utvisningsminuter | Utv = Utvisningsminuter |
| År                            | Lag                           | Mästerskap                    | Matcher | Mål                     | Assists                 | Poäng                   | Utv                     |                         |
| ----------------------------- | ----------------------------- | ----------------------------- | ------- | ----------------------- | ----------------------- | ----------------------- | ----------------------- | ----------------------- |
| 2011                          | Finland                       | Ivan Hlinka                   | 5       | 1                       | 0                       | 1                       | 14                      |                         |
| 2012                          | Finland                       | U18-VM                        | 7       | 0                       | 6                       | 6                       | 2                       |                         |
| 2014                          | Finland                       | JVM                           | 7       | 2                       | 3                       | 5                       | 6                       |                         |
| 2015                          | Finland                       | VM                            | 8       | 1                       | 5                       | 6                       | 0                       |                         |
| 2016                          | Finland                       | VM                            | 10      | 1                       | 3                       | 4                       | 0                       |                         |
| 2016                          | Finland                       | World Cup                     | 1       | 0                       | 0                       | 0                       | 0                       |                         |
| Junior totalt                 | Junior totalt                 | Junior totalt                 | 19      | 3                       | 9                       | 12                      | 22                      |                         |
| Senior totalt                 | Senior totalt                 | Senior totalt                 | 19      | 2                       | 8                       | 10                      | 0                       |                         |